# Giulio Ferrarini (direttore d'orchestra)
Giulio Cesare Ferrarini (Parma, 1807 – Parma, 1º ottobre 1891) è stato un direttore d'orchestra, violinista e compositore italiano.
Fu a lungo primo violino dell'orchestra del Teatro Regio di Parma che diresse dal 1841 al 1843 (affiancato nel 1842 da Pietro Romani). Ebbe poi la direzione d'opera a Senigallia tra il 1841 e il 1858 dove nel 1850 e 1851 assunse anche la direzione d'orchestra. Tornò a dirigere a Parma tra il 1856 e il 1871 ed in seguito diresse anche il Conservatorio di Parma.
È il bisnonno del flautista Claudio Ferrarini.